# Alex Barcello
Alex Barcello (Phoenix, Arizona, 31 de agosto de 1998) es un jugador de baloncesto estadounidense que forma parte de la plantilla del Obradoiro CAB de Primera FEB española. Con 1,88 metros de altura juega en la posición de base.

## Trayectoria deportiva

### Universidad
Se formó en el Corona del Sol High School de Tempe (Arizona), donde ganó dos títulos estatales.
En 2017 ingresó en la Universidad de Arizona en Tucson, Arizona, donde jugaría dos temporadas en la NCAA con los Wildcats, desde 2017 a 2019. 
En 2019 cambia de universidad e ingresa en la Universidad Brigham Young, situada en Provo, en el estado de Utah, para jugar durante tres temporadas la NCAA con los BYU Cougars, desde 2019 a 2022.

#### Estadísticas
| Año     | Equipo  | PJ  | PT | MPP  | %TC  | %3P  | %TL  | RPP | APP | ROB | TPP | PPP  |
| ------- | ------- | --- | -- | ---- | ---- | ---- | ---- | --- | --- | --- | --- | ---- |
| 2017–18 | Arizona | 21  | 0  | 9.6  | .391 | .308 | .750 | 1.0 | .9  | .1  | .0  | 2.4  |
| 2018–19 | Arizona | 30  | 0  | 9.6  | .393 | .292 | .905 | .9  | .5  | .3  | .0  | 3.3  |
| 2019–20 | BYU     | 32  | 32 | 30.1 | .493 | .486 | .879 | 3.1 | 1.8 | .9  | .1  | 9.3  |
| 2020–21 | BYU     | 27  | 27 | 32.0 | .523 | .477 | .856 | 4.7 | 4.3 | 1.0 | .0  | 16.1 |
| 2021–22 | BYU     | 35  | 35 | 32.1 | .451 | .421 | .865 | 3.8 | 3.3 | .9  | .0  | 16.8 |
| Total   | Total   | 145 | 94 | 23.7 | .472 | .429 | .863 | 2.8 | 2.2 | .7  | .0  | 10.1 |

### Profesional
Tras no ser elegido en el draft de la NBA de 2022, disputa la liga de verano Toronto Raptors.
El 12 de agosto de 2022, firma con Kolossos Rodou BC de la A1 Ethniki, en el que jugaría hasta noviembre de 2022, tras rescindir su contrato de mutuo acuerdo con el club.
El 7 de noviembre de 2022, firma por el BC Oostende de la BNXT League.
El 10 de agosto de 2023, firma por el San Sebastián Gipuzkoa Basket Club de la Liga LEB Oro. Acabó la temporada como máximo anotador de la competición, promediando 19,6 puntos por partido, además de 4,1 rebotes y 3,1 asistencias, y fue nombrado MVP de la LEB Oro.
El 17 de julio de 2024 firma con el USC Heidelberg de la Basketball Bundesliga.
A finales de febrero de 2025 regresa a España al firmar con el Monbus Obradoiro de la Primera FEB.

## Vida personal
Alex es hijo de Edward y Shelli Barcello, ambos jugadores de baloncesto en el instituto. Su padre fue el máximo anotador del estado en su año sénior y su madre máxima reboteadora del estado.
Alex comenzó a jugar al baloncesto con dos años y creció junto a sus tres hermanas: Sarah, Amanda y Julia.